# Geversdorf
Geversdorf är en ortsteil i kommunen Cadenberge i Landkreis Cuxhaven i förbundslandet Niedersachsen i Tyskland. Geversdorf var en kommun fram till 1 november 2016 när den uppgick i Cadenberge. Kommunen Geversdorf hade 726 invånare 2016.